# Тузлівські схили
Тузлівські схили — комплексна пам'ятка природи регіонального значення. Розташована у М'ясниковському районі Ростовської області по берегах річки Тузлів. Статус природної пам'ятки Тузлівські схили отримали згідно з Постановою уряду Ростовської області від 15.05.2014 № 349.

## Історія

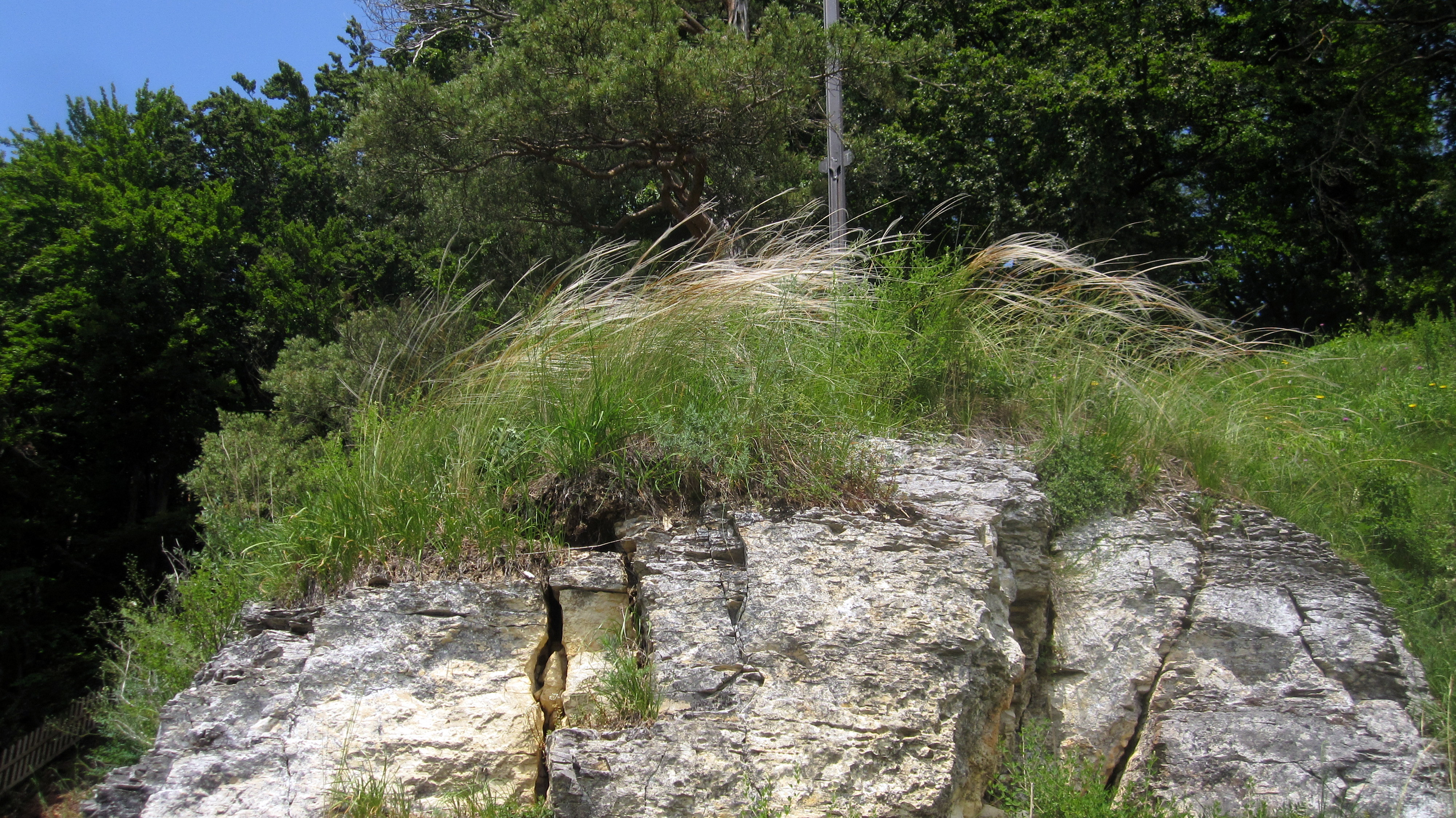
Ковила найкрасивіша

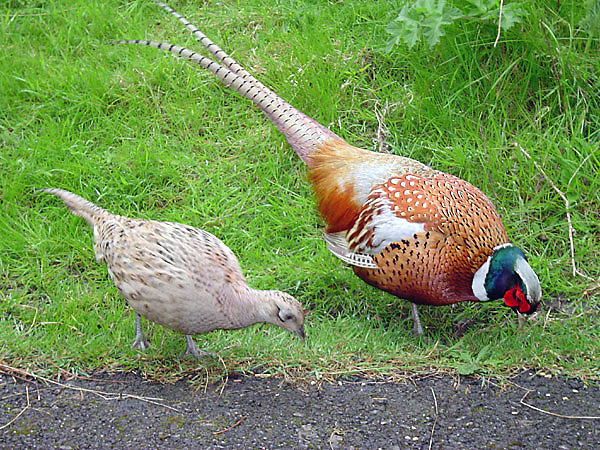
Фазан звичайний

Тузлівські схили є фрагментами широколистяних лісів, що ростуть на дні та схилах балок (байрачні ліси). Вони вносять різноманітність у степовий ландшафт і суттєве доповнення в його флору. Схили корінного берега річки Тузлів відрізняються багатством флори й фауни, присутністю дуже рідкісних лісових видів рослин (анемона лісова та ін.) і тварин. Тут росте приблизно 375 видів рослин, з яких 12 видів занесені в Червону книгу Ростовської області.
Тузлівські схили є пам'яткою природи обласного значення. Розташована вона на території Приазовської берегової рівнини біля підніжжя південно-східної частини Донецького кряжа. Складаються Тузлівські схили з двох ділянок: одна ділянка лежить на правому березі річки Тузлів, на південний захід від села Карпо-Миколаївка, інша ділянка розташована на північний схід від хутора Стоянов, на лівому березі річки Тузлів.
За типом рослинності пам'ятка природи належить до зони ковилових степів, підзони різнотравно-типчаково-ковилових і розташована на кордоні з приморським приазовським варіантом степу. На лівобережних степових схилах пам'ятки ростуть переважно різнотравно-типчаково-ковилові й шавлієво-типчаково-ковилові спільноти. У нижній частині схилів ближче до заплави річки більше значення мають степові та лучно-степові трави, тут широко представлені деревно-чагарникові рослини. На території Тузлівських схилів багато джерел із заростями навколоводних рослин. На правобережних схилах долини лежать ділянки незайманої степової цілини, де немає змиву ґрунту. Тут зростають великодернинні види ковили — ковила українська, ковила найкрасивіша і ковила вузьколиста.

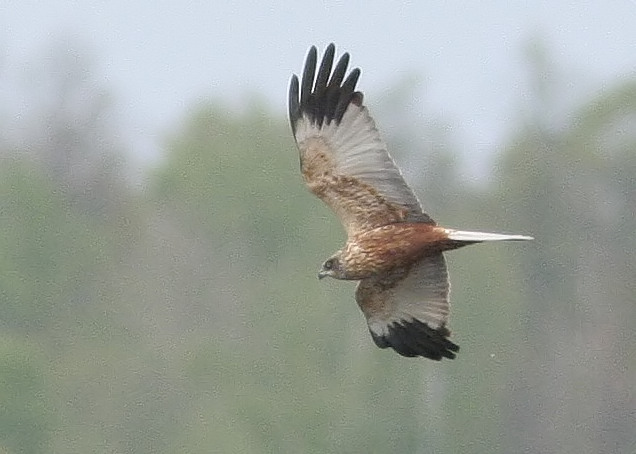
Болотний лунь

Усього в долині річки Тузлов зареєстровано 375 видів вищих рослин, з них 251 вид рослин росте на схилах степових спільнотах. У долині річки знайдено 12 рідкісних видів, що потребують охорони. Усі вони занесені в список охоронюваних у Ростовській області: сальвінія плаваюча, аїр болотний, тюльпан Шренка і Біберштейна, козлятник лікарський, гіацинт степовий та інші, гриб сморчок степовий (внесений у Червону книгу СРСР у 1984 році).
На території пам'ятки природи мешкають: ящірка прудка, вужі — звичайний і водяний, полоз, фазан, крижень, боривітер звичайний, лунь очеретяний, золотиста щурка й ластівка берегова, вивільга звичайна, ремез, сорока, грак, ворона сіра, кропив'янка, звичайний соловей, жайворонки польовий, степовий і чубатий. Тут можна зустріти таких тварин, як лисиця, куниця кам'яна, тхір степовий, ласиця мала, заєць сірий. Багато представлено видове різноманіття безхребетних, серед яких є рідкісні, включені в Червоні книги.
Пам'ятка природи Тузлівські схили має природоохоронне та наукове значення.